# Ґроновиці (Нижньосілезьке воєводство)
Ґроновиці (пол. Gronowice) — село в Польщі, у гміні Дзядова Клода Олесницького повіту Нижньосілезького воєводства.
Населення — 247 осіб (2011).
У 1975-1998 роках село належало до Каліського воєводства.

## Демографія
Демографічна структура станом на 31 березня 2011 року:
|          | Загалом | Допрацездатний вік | Працездатний вік | Постпрацездатний вік |
| -------- | ------- | ------------------ | ---------------- | -------------------- |
| Чоловіки | 131     | 32                 | 92               | 7                    |
| Жінки    | 116     | 27                 | 69               | 20                   |
| Разом    | 247     | 59                 | 161              | 27                   |